# Equipa da Superleague Fórmula Team France - Football Club des Girondins de Bordeaux
A Equipa da Superleague Fórmula Team France - Football Club des Girondins de Bordeaux é uma equipa da Superleague Fórmula que representa o clube francês GD Bordeaux naquele campeonato e que, com a introdução do formato "Nations Cup" no campeonato, em 2011, passa a representar também o país do seu clube, a França. No seu primeiro ano (2010) teve como equipa de automobilismo a Barazi Epsilon e como piloto Franck Montagny. Na ronda de Zolder, Jaap van Lagen substituiu Franck Montagny ao volante do carro do GD Bordeaux. A partir da 10ª ronda do ano até ao fim da época, a equipa de operações do GD Bordeaux mudou, para a Drivex, com o piloto a ter sido Celso Míguez. Em 2011, a equipa tem como equipa de automobilismo a Azerti Motorsport e Tristan Gommendy conduz o monolugar da formação francesa.
Quanto ao clube de futebol, participa na Ligue 1, principal campeonato de futebol na França.

## Temporada de 2010
equipa de automobilismo a Barazi Epsilon e como piloto Franck Montagny. Na ronda de Zolder, Jaap van Lagen substituiu Franck Montagny ao volante do carro do GD Bordeaux. Na 9ª ronda a equipa de operações do GD Bordeaux foi a Drivex, com Celso Míguez encarregue de pilotar o monolugar nessa mesma ronda. Na ronda seguinte, a Drivex foi substituída pela Azerti Motorsport, e Franck Perera "herdou" o cockpit de Celso Míguez. A dupla manteve-se até ao fim da época de 2010.

## Temporada de 2011
Para 2011, Tristan Gommendy é o piloto da Team France - GD Bordeaux, e a equipa de automobilismo é a Azerti Motorsport.

## Registo

### 2010
(Legenda)
| Barazi Epsilon    | Franck Montagny | NC | 8 | 14 | 3 | 10 | 14 | 17 | 1 | 15 | 2 |    |    | 5 | 14 |  |  |    |    |   |   |   |    |   |   | 372 | 11º |
| Barazi Epsilon    | Jaap van Lagen  |    |   |    |   |    |    |    |   |    |   | 12 | 10 |   |    |  |  |    |    |   |   |   |    |   |   | 372 | 11º |
| Drivex            | Celso Míguez    |    |   |    |   |    |    |    |   |    |   |    |    |   |    |  |  | 18 | 14 |   |   |   |    |   |   | 372 | 11º |
| Azerti Motorsport | Franck Perera   |    |   |    |   |    |    |    |   |    |   |    |    |   |    |  |  |    |    | 7 | 6 | 2 | 10 | 5 | 9 | 372 | 11º |

† Ronda extra-campeonato

### 2011
| Equipa de Automobilismo | Piloto           | 1   | 1   | 2   | 2   | 3   | 3   | 4          | 4          | 5   | 5   | 6   | 6   | 7   | 7   | 8                 | 8                 | Pontos | Class. |
| Equipa de Automobilismo | Piloto           | ASS | ASS | ZOL | ZOL | GOI | GOI | TBA Brasil | TBA Brasil | PEQ | PEQ | SHA | SHA | SEU | SEU | TBA Nova Zelândia | TBA Nova Zelândia | Pontos | Class. |
| ----------------------- | ---------------- | --- | --- | --- | --- | --- | --- | ---------- | ---------- | --- | --- | --- | --- | --- | --- | ----------------- | ----------------- | ------ | ------ |
| Azerti Motorsport       | Tristan Gommendy | 14  | 4   |     |     |     |     |            |            |     |     |     |     |     |     |                   |                   | 36*    | 11º*   |

Nota - *: Temporada em curso

### Resultados em Super Final
| Ano  | 1      | 2      | 3      | 4          | 5      | 6      | 7      | 8                 | 9      | 10     | 11    | 12    |
| 2010 | SIL NQ | ASS NQ | MAG NQ | JAR NQ     | NÜR NQ | ZOL NQ | BDH NQ | ADR NQ            | POR NQ | ORD NQ | PEQ † | LOS 5 |
| 2011 | ASS NQ | ZOL    | GOI    | TBA Brasil | PEQ    | SHA    | SEU    | TBA Nova Zelândia |        |        |       |       |

 † 3ª corrida programada mas não disputada